# Stubbe – Von Fall zu Fall: Stubbe und das fremde Mädchen
Stubbe und das fremde Mädchen ist ein deutscher Fernsehfilm von Thomas Jacob aus dem Jahr 1998. Es handelt sich um den zwölften Filmbeitrag der ZDF-Kriminalfilmreihe Stubbe – Von Fall zu Fall mit Wolfgang Stumph in der Titelrolle.

## Handlung
Wilfried Stubbe und sein Kollege Zimmermann müssen den Tod des Anführers einer Jugendgang aufklären. Zuvor prügelte die Gang auf ein junges Mädchen namens Kim ein, Stubbes Tochter Christiane wurde ungewollt Zeugin des Vorfalls und bietet dem Mädchen Unterschlupf bei ihrer Familie an. Stubbe ermittelt im Umfeld des Toten, stößt aber auf eine Mauer des Schweigens. Überall hat man Angst vor der Gang, die sich nun, nach dem Tod ihres Anführers neu formiert. Als kurz nach dem Mord auch die Freundin des Opfers von einem Unbekannten attackiert wurde, fällt ein Verdacht auf Felix Klein, dessen Bruder sich wegen der Drangsale der Gang vor einiger Zeit umgebracht hatte. Bei der Befragung gewinnt Stubbe allerdings den Eindruck, dass Felix nicht zu so einer Tat fähig wäre. Er beschuldigt wiederum Kim, da sie seit einiger Zeit Ärger mit der Gang hat, obwohl sie eigentlich dazu gehört. Stubbe befragt Lehrer Wolter, der die Jugendlichen gut kennt und sich auch mit ihrer Stellung in der Gang auskennt. Er gibt zu, wie auch alle anderen, Angst vor den Jugendlichen zu haben.
Während der Ermittlungen erhärtet sich der Verdacht, dass Kim etwas mit dem Tod von Rico zu tun hat. Auch Christiane ist sich sicher, dass ihre neue Freundin vor ihr Geheimnisse hat. Trotzdem versucht sie ihr zu helfen. Allerdings kann auch sie für deren Schulden bei der Gang nicht aufkommen. Jemand hatte ihr die Drogen gestohlen, die sie verkaufen sollte und nun fordert die Gang ihr Geld. Christiane kann Kim dazu bringen wieder mit ihrer Mutter Kontakt aufzunehmen, denn die letzten Wochen hatte sie auf der Straße gelebt. Um ihrer Tochter zu helfen, ist sie sogar bereit ihre Schulden zu begleichen. Allerdings kann sie erst eine Anzahlung aufbringen, sodass die Gang noch nicht vollends zufriedengestellt ist und Kim weiter Nachstellungen befürchten muss.
Stubbe, der oft in der Schule recherchiert, um Hinweise auf Ricos Mörder zu finden, hält den Lehrer Wolter für dringend tatverdächtig. Seine Äußerungen über die kriminellen Jugendlichen haben ihn verraten und so findet Stubbe weitere Indizien, die für Wolter als Täter sprechen. Als dieser bemerkt, dass die Polizei ihm auf der Spur ist, nimmt er eine Schülerin als Geisel und flieht. Stubbe folgt ihm und versucht ihn zur Aufgabe zu bewegen. Erschrocken über seine eigenen Taten lässt sich Wolter festnehmen.
Kim, die noch immer keine Ruhe vor der Gang hat, will dem ganzen eine Ende setzen, indem sie, wie seinerzeit Felix’ Bruder, vom Hochhaus springt. Christiane folgt ihr und alarmiert ihren Vater. Gemeinsam reden sie auf das Mädchen ein, können jedoch nicht verhindern, dass Kim trotzdem in den Tod springt.

## Hintergrund
Der Film wurde in Hamburg und Umgebung gedreht und am 28. November 1998 um 20:15 Uhr im ZDF erstausgestrahlt.
In dieser Folge übernimmt die Schauspielerin Renate Krößner die Rolle von Stubbes Ehefrau Caroline, die bis zur Folge 11 (Stubbe und Elli) von Marie Gruber gespielt wurde und die kurzfristig aus der Serie ausgestiegen ist.

## Kritik
„Kein Tempo, keine Action, sondern lakonische Kommentare, stimmiges Milieu und Mut zur Stille zeichnen den Hamburg-Krimi aus“, finden die Kritiker der Fernsehzeitschrift TV Spielfilm und schrieben, Stubbe und das fremde Mädchen sei ein „leiser Krimi mit Gespür für die Jugendkultur“. Sie vergaben dem zwölften Stubbe-Fall ihre bestmögliche Wertung, indem sie mit dem Daumen nach oben zeigten.